# Crandelles
Crandelles (okzitanisch: Crandèlas) ist eine französische Gemeinde in der Region Auvergne-Rhône-Alpes mit 870 Einwohnern (Stand: 1. Januar 2022). Sie gehört zum Département Cantal, zum Arrondissement Aurillac und zum Kanton Naucelles.

## Lage
Crandelles liegt etwa acht Kilometer nordwestlich von Aurillac im Zentralmassiv. An der nordwestlichen Gemeindegrenze verläuft das Flüsschen Meyrou, im Süden entspringt die Auze, die hier auch noch Ruisseau de Lacamp genannt wird. Umgeben wird Crandelles von den Nachbargemeinden Teissières-de-Cornet im Norden, Jussac im Nordosten, Reilhac im Osten, Naucelles im Osten und Südosten, Ytrac im Süden sowie Saint-Paul-des-Landes im Südwesten und Westen.

## Bevölkerungsentwicklung
| Jahr                       | 1962 | 1968 | 1975 | 1982 | 1990 | 1999 | 2006 | 2012 | 2019 |
| -------------------------- | ---- | ---- | ---- | ---- | ---- | ---- | ---- | ---- | ---- |
| Einwohner                  | 364  | 338  | 346  | 470  | 560  | 598  | 649  | 738  | 856  |
| Quellen: Cassini und INSEE |      |      |      |      |      |      |      |      |      |

## Sehenswürdigkeiten
- Schloss Bouyssou, erbaut 1792
- See Genévrières mit Waschhaus